# Бекешев, Дастан Далабайевич
Дастан Далабайевич Бекешев (род. 22 ноября 1983, Фрунзе, Киргизская ССР, СССР) — кыргызский государственный и политический деятель, юрист, депутат Жогорку Кенеша Кыргызской Республики V, VI и VII созывов. Представляет Октябрьский одномандатный округ №28 с конца 2021 года. Сооснователь политической партии «Ак-Ниет». В настоящее время занимает должность заместителя председателя комитета Жогорку Кенеша Кыргызской Республики по бюджету, экономической и фискальной политике.

## Биография
Дастан Далабайевич Бекешев родился 22 ноября 1983 года в городе Бишкек (прежде Фрунзе), столице Кыргызстана. В возрасте шести лет он полностью потерял зрение. Несмотря на это, Дастан не только не сдался перед трудностями, но и успешно окончил специализированную школу-интернат для незрячих и слабовидящих детей.
После школы Бекешев поступил в Киргизско-российский славянский университет имени Бориса Ельцина, где получил степень бакалавра по специальности «юриспруденция». Свой трудовой путь он начал в 2006 году в Управлении Государственной налоговой службы по Первомайскому району города Бишкек. В период с 2007 по 2010 годы работал в Министерстве экономики Кыргызской Республики.

### Политическая карьера
В 2010 году Дастан Бекешев вступил в политическую партию «Ар-Намыс» и был избран депутатом Жогорку Кенеша по партийному списку. В 2014 году он вышел из партии «Ар-Намыс» по идеологическим соображениям и вместе с единомышленниками основал новую политическую партию «Ак-Ниет» (в переводе с кыргызского — «Чистые помыслы»). В 2015 году Бекешев сложил с себя полномочия лидера партии «Ак-Ниет» и был переизбран в парламент от Социал-демократической партии Кыргызстана.
В октябре 2021 года он вновь избрался депутатом Жогорку Кенеша от Октябрьского одномандатного округа № 28, получив поддержку большинства избирателей.

### Личная жизнь
Дастан Бекешев воспитывает трёх дочерей: Алсу, Эмилию и Эвию. У него также есть двое братьев и сестра. Несмотря на свою занятость, он активно занимается общественной деятельностью, уделяя особое внимание проблемам инвалидов.

## Депутатская деятельность

### Законотворческая деятельность
Дастан Бекешев является автором и соавтором множества законопроектов, направленных на улучшение различных сфер жизни в Кыргызстане. Среди них:
- Законопроекты по ужесточению регламентации деятельности правоохранительных органов[8].
- Законы о налогообложении табачной продукции и регулировании деятельности ломбардов[9] и букмекерских контор[10].
- Инициативы по ужесточению ответственности за нарушения правил дорожного движения[11].
- Законопроекты по внедрению электронных обращений граждан в органы государственной власти и местного самоуправления[12].
- Предложения по рассекречиванию генеральных планов городов и сёл[13].
- Законопроекты о внедрении общественных работ в качестве наказания за административные правонарушения[14].
- Инициативы по увеличению гарантийного срока новых и отремонтированных автомобильных дорог и предоставлению 50 % скидок на штрафы за нарушение ПДД[15].

### Деятельность по защите прав людей с инвалидностью
Деятельность Дастана Бекешева в области защиты прав и интересов людей с инвалидностью занимает одно из центральных мест в его политической карьере. Он последовательно работает над улучшением условий жизни для людей с ограниченными возможностями в Кыргызстане, инициируя и поддерживая важные законодательные и социальные инициативы.

### Законодательные инициативы

#### Поправки в Закон «О телевидении и радиовещании»
В 2011 году, благодаря усилиям Дастана Бекешева, были внесены важные поправки в Закон «О телевидении и радиовещании». Согласно этим изменениям, на основных телеканалах страны стало обязательным наличие субтитров или сурдоперевода в информационных передачах. Это нововведение значительно улучшило доступ к информации для людей с нарушениями слуха, обеспечивая их полноценное участие в общественной жизни.

#### Квоты для абитуриентов с ограниченными возможностями при поступлении в вузы
Бекешев выступил за введение квот для абитуриентов с ограниченными возможностями, что значительно увеличило их шансы на получение высшего образования. Эти меры способствовали социальной интеграции и профессиональному развитию людей с инвалидностью.

#### Обеспечение доступности избирательных участков для лиц с инвалидностью
Важным аспектом законодательной работы Бекешева стало обеспечение доступности избирательных участков для лиц с ограниченными возможностями. Благодаря его усилиям, избирательные участки стали более приспособленными для людей с инвалидностью, что обеспечило их равноправное участие в избирательном процессе.

## Социальные проекты

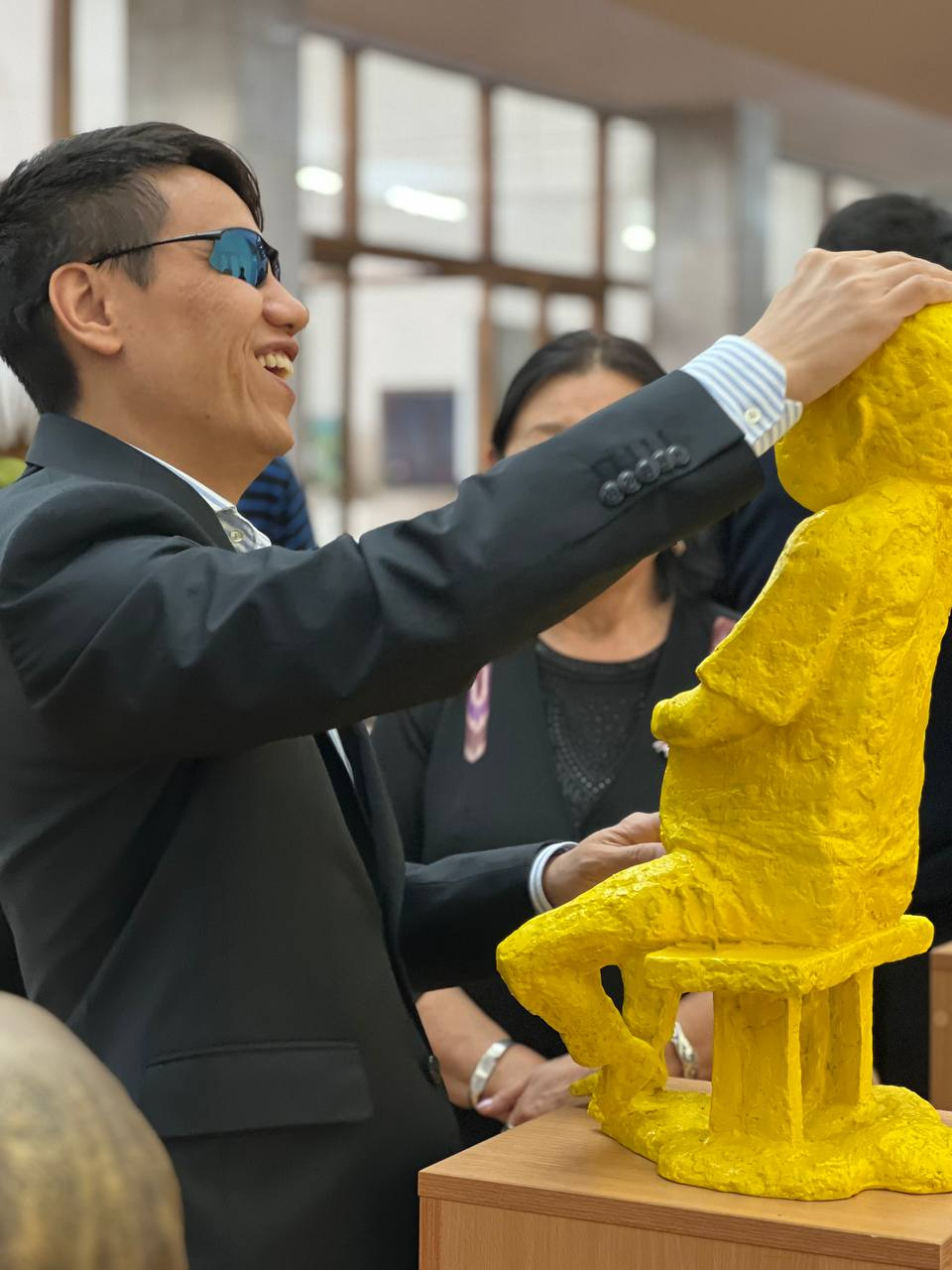
Дастан Бекешев посещал уникальную выставку скульптур, специально созданную для слабовидящих и незрячих людей

Благодаря поддержке и инициативам Дастана Бекешева, были реализованы и продолжают осуществляться ряд социальных проектов.

#### Оснащение Кыргызского общества слепых и глухих компьютерной техникой и обучение
Ещё одним значимым проектом стало оснащение Кыргызского общества слепых и глухих компьютерной техникой. Это позволило открыть новые горизонты для членов общества, предоставив им возможность обучаться и работать в условиях современной цифровой экономики. В рамках проекта были организованы бесплатные курсы по компьютерной грамотности, что стало важным элементом в интеграции людей с инвалидностью в общество. Теперь они могут не только осваивать новые навыки, но и применять их на практике, получая доступ к современным технологиям и возможностям трудоустройства.

#### Выпуск литературы на кыргызском языке шрифтом Брайля
Одним из первых значимых проектов Бекешева стало издание литературы на кыргызском языке, набранной шрифтом Брайля. До этого момента литература для незрячих на кыргызском языке практически отсутствовала, что существенно ограничивало их доступ к информации и образованию. Впервые в истории страны стало возможным издание книг для незрячих на родном языке, что стало важным шагом на пути к их социальной интеграции.

#### Проект «Светофоры для незрячих»
Одним из новаторских проектов, инициированных Дастаном Бекешевым, стало внедрение системы звуковых светофоров для незрячих пешеходов. Этот проект впервые реализуется в Кыргызстане и направлен на обеспечение безопасности передвижения людей с нарушениями зрения по городским улицам. Звуковые светофоры помогают незрячим ориентироваться в пространстве и безопасно переходить дорогу, что значительно улучшает их мобильность и независимость. Несмотря на трудности, связанные с реализацией проекта, Бекешев продолжает настаивать на его завершении, подчеркивая важность поддержки со стороны государственных органов и общественности.

#### Строительство многоквартирного жилого дома для людей с нарушением зрения и слуха в Бишкеке
В рамках этого проекта был построен жилой дом, специально приспособленный для людей с нарушениями зрения и слуха. Этот дом обеспечивает комфортные условия для жизни и адаптирован к потребностям его жителей.

#### Налоговые льготы для трудоустройства людей с инвалидностью
Одним из ключевых достижений Дастана Бекешева стало значительное снижение налогов для работодателей, которые трудоустраивают людей с инвалидностью. С 1 августа 2024 года вступили в силу изменения в налоговом законодательстве, направленные на поддержку трудоустройства людей с ограниченными возможностями.

##### Снижение отчислений в Социальный фонд
Отчисления в Социальный фонд были снижены с 27,25 % до 12,25 %. Это нововведение значительно уменьшило финансовую нагрузку на работодателей, стимулируя их к созданию новых рабочих мест и легализации занятости.

##### Дополнительные налоговые льготы для работодателей, трудоустраивающих людей с инвалидностью

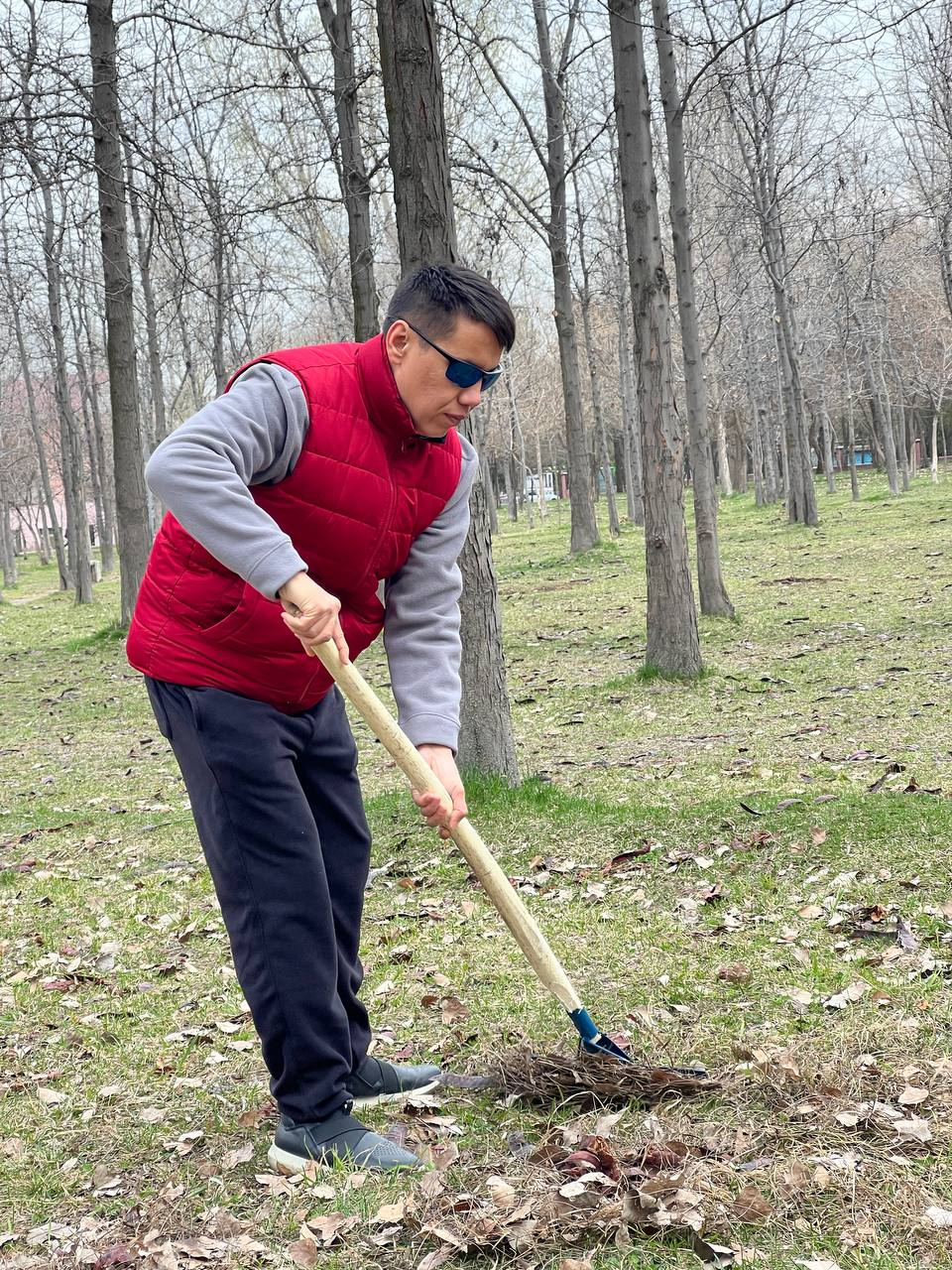
Дастан Бекешев активно занимается посадкой деревьев и ведет экологически осознанный образ жизни

За работника с инвалидностью I или II группы, а также за работника с инвалидностью по слуху III группы, отчисления в Социальный фонд будут составлять всего 3,25 %. Кроме того, подоходный налог для таких работников был снижен с 10 % до 5 %. Эти меры направлены на создание инклюзивного общества, где каждый гражданин, независимо от своих физических возможностей, имеет право на достойную работу и участие в развитии страны.

### Международные соглашения
Дастан Бекешев сыграл ключевую роль в ратификации Кыргызстаном двух важных международных соглашений, направленных на защиту прав людей с инвалидностью:

#### Марракешский договор
Марракешский договор направлен на облегчение доступа слепых и лиц с нарушениями зрения к опубликованным произведениям. Этот договор позволяет незрячим людям использовать литературу в адаптированном формате, что значительно расширяет их возможности для образования и саморазвития.

#### Конвенция ООН о правах инвалидов
Конвенция ООН является основополагающим международным документом, защищающим права лиц с инвалидностью. Ратификация этой конвенции стала важным шагом на пути к интеграции международных стандартов защиты прав инвалидов в национальное законодательство Кыргызстана.

### Политика прозрачности и подотчетности
Дастан Бекешев активно продвигает идеи порядочности, прозрачности и подотчетности в деятельности государственных органов. В рамках своей законотворческой деятельности он предложил закон, обязывающий размещать в интернете видеозаписи заседаний Правительства Кыргызской Республики. Также он предложил создать базу данных судебных решений Верховного суда, городских и областных судов, а впоследствии — и местных судов.
Бекешев активно взаимодействует с гражданами через свой канал на YouTube, где периодически выкладывает видео с заседаний парламента и свои отчеты перед гражданами. С 2011 года по его инициативе в Жогорку Кенеше проводятся экскурсии для школьников и студентов, дающие возможность посетить заседания парламента и ознакомиться с работой депутатов.

### Проекты по благоустройству городской среды
В 2025 году по инициативе Дастана Бекешева в 10-м микрорайоне Октябрьского района города Бишкек был реализован проект по благоустройству городской среды — строительство нового общественного сквера. Сквер расположен между жилыми домами № 21, 22, 23 и 24 и предназначен для прогулок, отдыха и проведения досуга жителей района.
Проект был полностью профинансирован за счёт спонсорских средств, без привлечения бюджетного финансирования. Общая стоимость работ составила более 8 миллионов сомов.
В рамках благоустройства территории были проведены следующие мероприятия:
- устройство пешеходных дорожек и зон отдыха;
- высадка сотен деревьев и декоративных растений;
- установка автоматической системы полива для поддержания зелёных насаждений.

Реализация проекта стала продолжением деятельности Бекешева по сохранению зелёных зон и противодействию хаотичной застройке в Октябрьском районе. Сквер стал одним из примеров взаимодействия местных инициатив с частными меценатами и был положительно воспринят жителями района как новый центр притяжения и благоустроенное общественное пространство.

### Поддержка библиотеки и обучение пенсионеров
27 февраля 2025 года Дастан Бекешев передал городской библиотеке № 16, расположенной в 6‑м микрорайоне Бишкека, партию ноутбуков. Передача оборудования стала частью инициативы по развитию инфраструктуры библиотеки и созданию условий для проведения образовательных программ. На базе библиотеки будут организованы бесплатные компьютерные курсы для пенсионеров, проживающих в 6‑м микрорайоне. Целью программы является повышение цифровой грамотности пожилых людей и содействие их интеграции в современное информационное пространство.
Бекешев также напомнил, что библиотека была фактически восстановлена с нуля благодаря спонсорской поддержке и его личной инициативе, что позволило провести капитальное обновление без привлечения бюджетных средств.
Инициатива рассматривается как пример успешного взаимодействия между представителями законодательной власти, меценатами и местным сообществом, направленного на развитие культурной инфраструктуры и предоставление пожилым гражданам новых возможностей для обучения и саморазвития.

## Самостоятельная предвыборная кампания 2021 года
В 2021 году, после принятия новой редакции Конституции Кыргызстана, позволившей избирать депутатов Жогорку Кенеша от одномандатных округов, Дастан Бекешев решил выдвинуть свою кандидатуру на выборы. Его предвыборная кампания была одной из самых ярких и запоминающихся. Бекешев организовал сбор средств на свою кампанию, в рамках которого удалось собрать 3,6 миллиона сомов.
Кампания отличалась активным использованием социальных сетей, особенно TikTok, что помогло Бекешеву достичь широкой аудитории. Дастан сам проводил платные лекции, публиковал банковские реквизиты в социальных сетях, во время выборов продавал печеньки. Лозунг на выборах: «Я вижу правду». Эта фраза стала запоминающей, так как Бекешев является незрячим и не боится говорить правду. Во время предвыборной кампании спецслужбы пытались снять его с предвыборной гонки и даже возбудили уголовное дело.
На выборах он победил, набрав 48 % голосов, что стало прецедентом для Кыргызстана, так как это был первый случай, когда незрячий кандидат самостоятельно выиграл парламентские выборы.

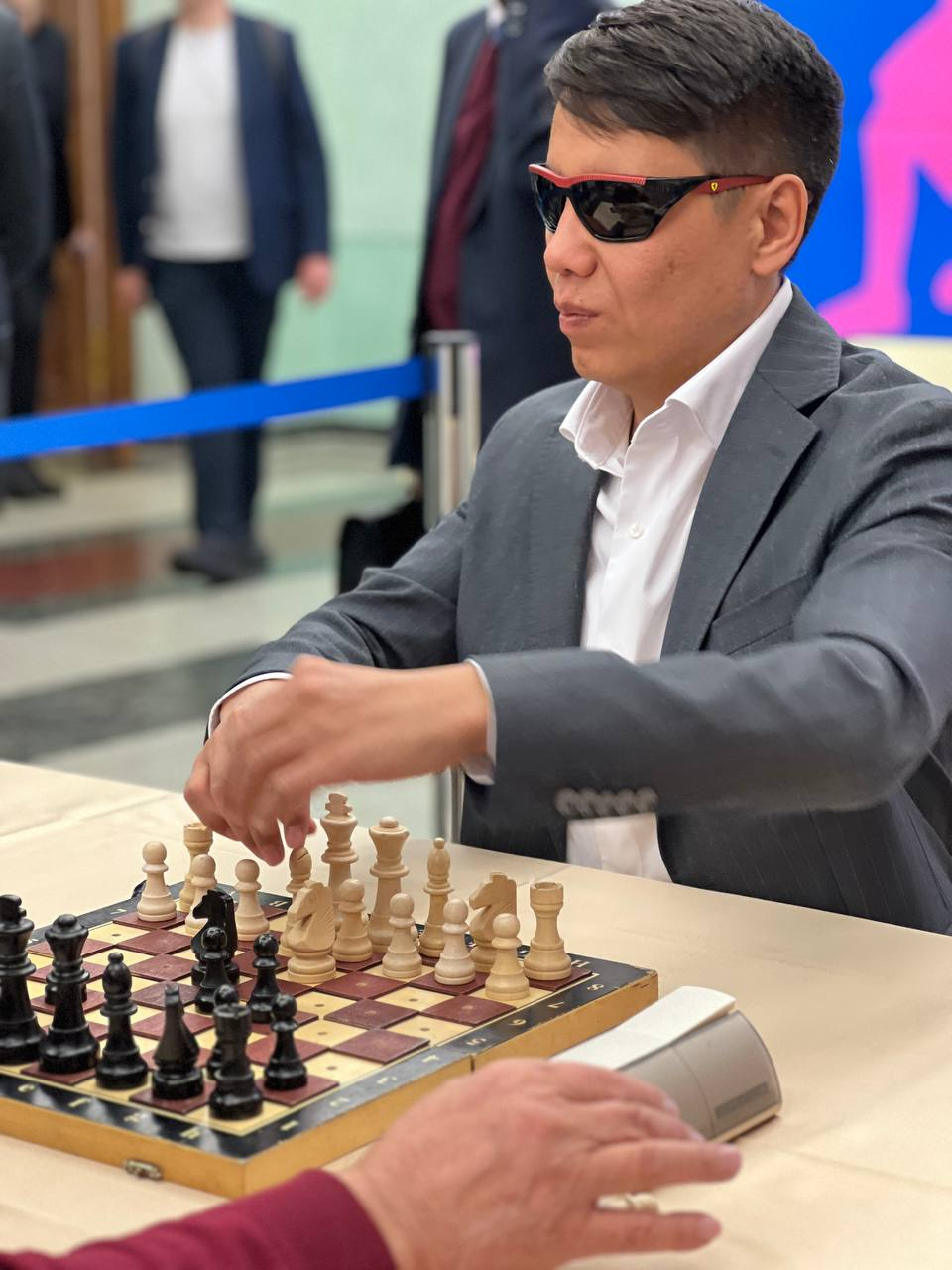
Дастан Бекешев показал, что физические ограничения не могут стать преградой для интеллектуальных достижений

## Интересные факты
- Дастан Бекешев — кандидат в мастера спорта по шахматам. Он считает, что в школах необходимо открывать шахматные кружки, так как «это принесет немалую пользу, ведь игра в шахматы развивает память, логику и аналитическое мышление, что немаловажно для будущего детей»[37].
- Идею проведения экскурсий для граждан по парламенту привез из США, где посещал Конгресс и встречался с рядом конгрессменов[38].
- Благодаря Бекешеву в 2015 году специализированные школы для слепых и слабовидящих детей в Кыргызстане впервые с начала 1990-х годов получили специальные учебники, набранные рельефно-точечным шрифтом Брайля и увеличенным шрифтом[39].

## Награды
```
За свою политическую и общественную деятельность Дастан Бекешев был удостоен ряда наград
```

- 30 августа 2012 года — Почетная грамота Жогорку Кенеша Кыргызской Республики за вклад в развитие парламентаризма, активную законотворческую и общественно-политическую деятельность.
- 17 апреля 2014 года — Почетная грамота Межпарламентской Ассамблеи государств-участников СНГ (Межпарламентская ассамблея СНГ) за активное участие в деятельности Ассамблеи и вклад в укрепление дружбы между народами государств СНГ[40].
- 30 августа 2016 года — Почетная грамота Кыргызской Республики, врученная указом Президента Кыргызской Республики № 196.